# Eric Corley

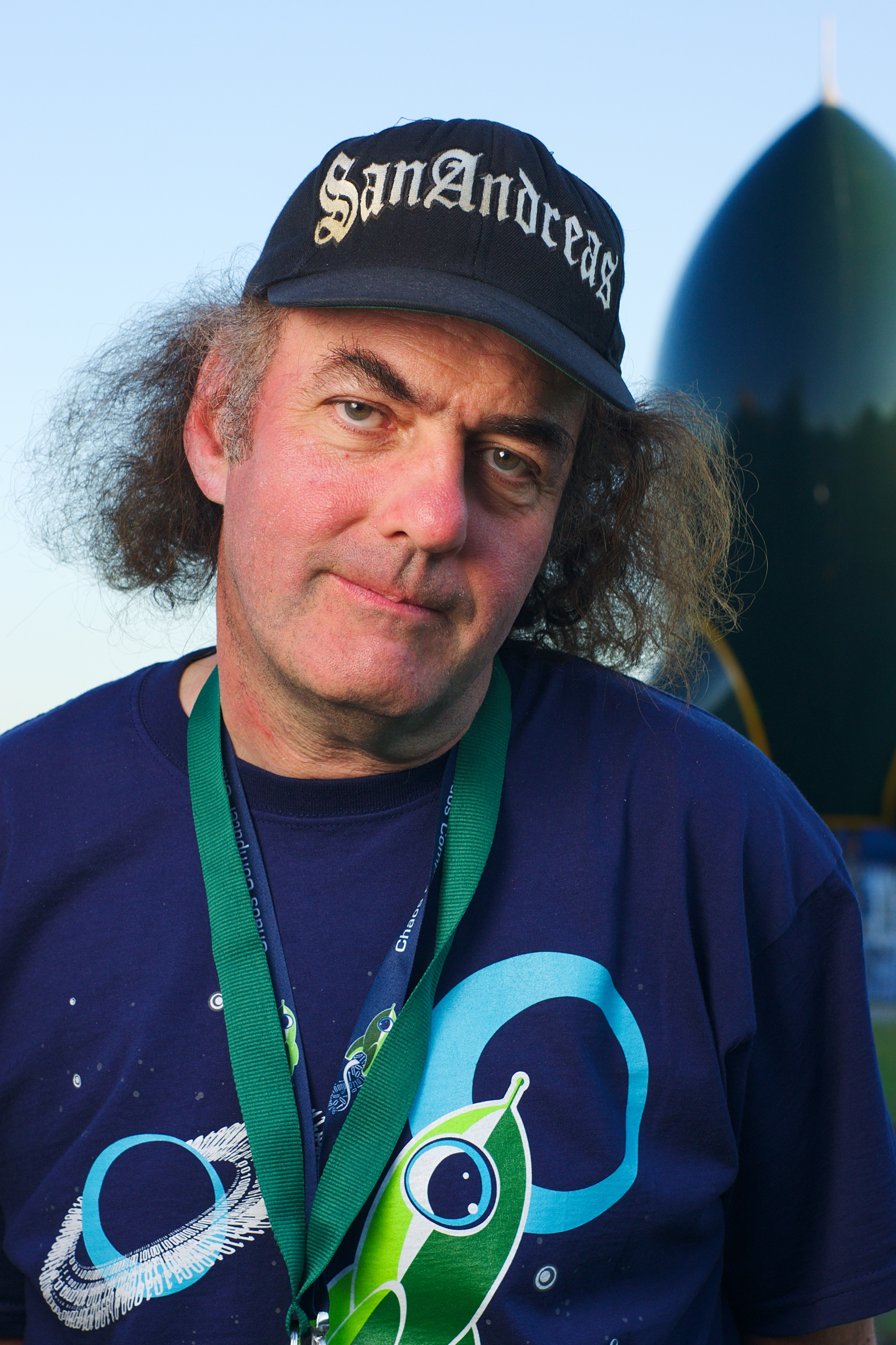
Eric Corley auf dem Chaos Communication Camp 2011

Eric Gordon Corley (* 16. Dezember 1959 in Suffolk County, New York) ist ein US-amerikanischer Hacker. Er hat sich das Pseudonym Emmanuel Goldstein gegeben, nach dem Anführer des Untergrunds in George Orwells Klassiker 1984. Er und seine Firma 2600 Enterprises geben seit 1984 das Magazin 2600: The Hacker Quarterly heraus.

## Leben
Ende der 70er Jahre besuchte Corley ein College der Stony Brook University im Bundesstaat New York. Während dieser Zeit erforschte er Fernzugänge von entfernten Computersystemen und geriet in eine Untersuchung des FBI, das eine Hausdurchsuchung durchführte.
Eric Corley lebt gegenwärtig auf Long Island nahe New York. 

## 2600 Enterprises
1984 gründete Corley die nicht-kommerzielle Firma 2600 Enterprises, Inc., mit der er das 2600 magazine herausgibt. Die Firma und das Magazin sind nach der 2600 Hz Signalfrequenz benannt, die in den 1960ern zur Steuerung von Telefonnetzen eingesetzt wurde (siehe auch Blue Box (Phreaking)).
Seit 1994 sponsert und organisiert 2600 Enterprises die HOPE-Konferenz, eine Veranstaltung mit Vorträgen zu Hacker-Themen, welche alle 2 Jahre in New York stattfindet.
2600 Enterprises organisiert auch Hacker-Clubs, z. B. 2600 Meetings, die jeden Freitag in verschiedenen Städten international stattfinden.

## DeCSS
Nachdem Corley 1999 in einem Zeitschriftenartikel und auf der Website des 2600 den DeCSS-Source-Code veröffentlicht hatte, wurde er unter dem Digital Millennium Copyright Act von der Filmindustrie verklagt und war an einem weiteren Gerichtsverfahren beteiligt (Universal City Studios, Inc. vs. Corley, Universal City Studios, Inc. vs. Reimerdes). DeCSS ist ein Programm, welches Linux-Benutzern erlaubt, DVDs auf deren Computer anzusehen. Beide Verfahren wurden für die Filmindustrie entschieden.
In der kontroversen Urteilsbegründung gegen Corley, beschreibt US-Bezirksrichter Lewis A. Kaplan das 2600 Magazin wie folgt:
„2600: The Hacker Quarterly veröffentlicht Artikel mit Themen wie man Internet Domainnamen stiehlt, man sicheren ASP-Quellcode schreibt, Zugang zu E-Mails anderer Leute bekommt, die eigene Linuxkiste absichert, Mobiltelefonanrufe abhört, Linux auf die Xbox installiert, Spyware entfernt und in die Computersysteme der Costco-Läden und Federal Express einbricht. Eine Ausgabe enthält eine Anleitung des Bundeskriminalgerichtssystems für Leser, die für Computerhacken angeklagt wurden. Zusätzlich betreibt 2600 eine Internetseite auf http://www.2600.com , welche hauptsächlich von Mr. Corley seit dem Start 1995 betrieben wird.“

## Film
2001 veröffentlichte Corley die Dokumentation Freedom Downtime, die er geschrieben, produziert und bei der er Regie geführt hat. Es geht darin unter anderem um den verurteilten Hacker Kevin Mitnick und die „Free Kevin“-Bewegung (Befreit Kevin).

## Sachverständiger
1993 sagte Corley als Sachverständiger vor dem US-Kongress aus.
Er war 1995 inhaltlicher Berater bei dem Film Hackers – Im Netz des FBI. Die Macher gaben einem der Charaktere den Namen Emmanuel Goldstein.

## Republikanischer Parteitag
Er wurde am 31. August 2004 in New York City verhaftet, während er versuchte, eine Demonstration gegen den Republikanischen Parteitag zu filmen. Nachdem er für mehr als 30 Stunden festgehalten wurde, wurde er wegen groben Unfugs angeklagt. Bei der Anhörung am 29. November 2004 ließ die Stadt die Anklage gegen ihn fallen.

## Journalist
Während seiner Studienzeit arbeitete Corley als Moderator in einem Campus-Radio.
Er gründete 1988 die Radioshow Off the Hook, ein einstündiges Diskussionsrunden-Format, das seit dem jede Woche auf dem nicht-kommerziellen Radiosender WBAI auf Sendung ist. Themen sind Hacking, Hacker-Kultur, Computer-Sicherheit und Bürgerrechte.
Er ist auch Moderator von Off the Wall auf dem Radiosender WUSB (ein Nachfolger seiner Sendung Brain Damage).
Im Rahmen seiner journalistischen Tätigkeit besuchte er Kuba, Nordkorea und Belarus.